# Финансијски центар
Финансијски центар је место са значајном концентрацијом запослених у банкарству, управљању имовином, осигурању и финансијским тржиштима, са пратећим услугама за ове активности. Запослене чине финансијски посредници (као што су банке и брокери), институционални инвеститори (као што су инвестициони менаџери, пензиони фондови, осигуравачи и хеџ-фондови) и издаваоци (као што су предузећа и владе). Активности трговања се могу одвијати на местима као што су берзе, директно између људи. Финансијски центри обично угошћују предузећа које нуде широк спектар финансијских услуга, на пример у вези са спајањима и аквизицијама, јавним понудама или корпоративним акцијама, или које учествују у другим областима финансија, као што су приватни капитал, хеџ-фондови и реосигурање.
Класе великих финансијских центара Међународног монетарног фонда су: међународни финансијски центри, као што су Њујорк, Лондон и Токио; регионални финансијски центри, као што су Шангај, Шенџен, Сингапур, Франкфурт и Сиднеј, као и офшор финансијски центри (ОФЦ), као што су Кајманска острва, Даблин, Кипар и Хонгконг.